# Bacillus cereus

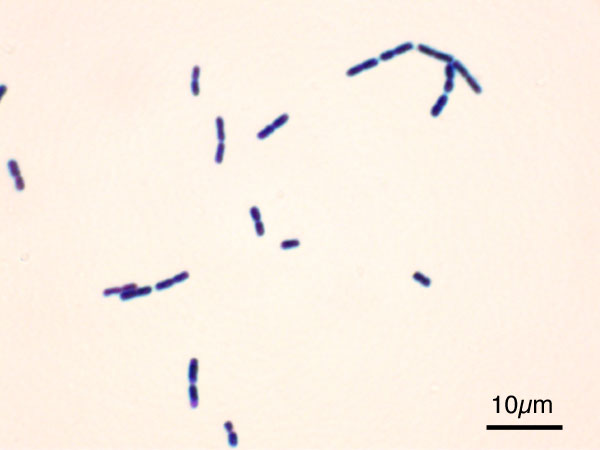
Coloratie Gram a lui B. cereus

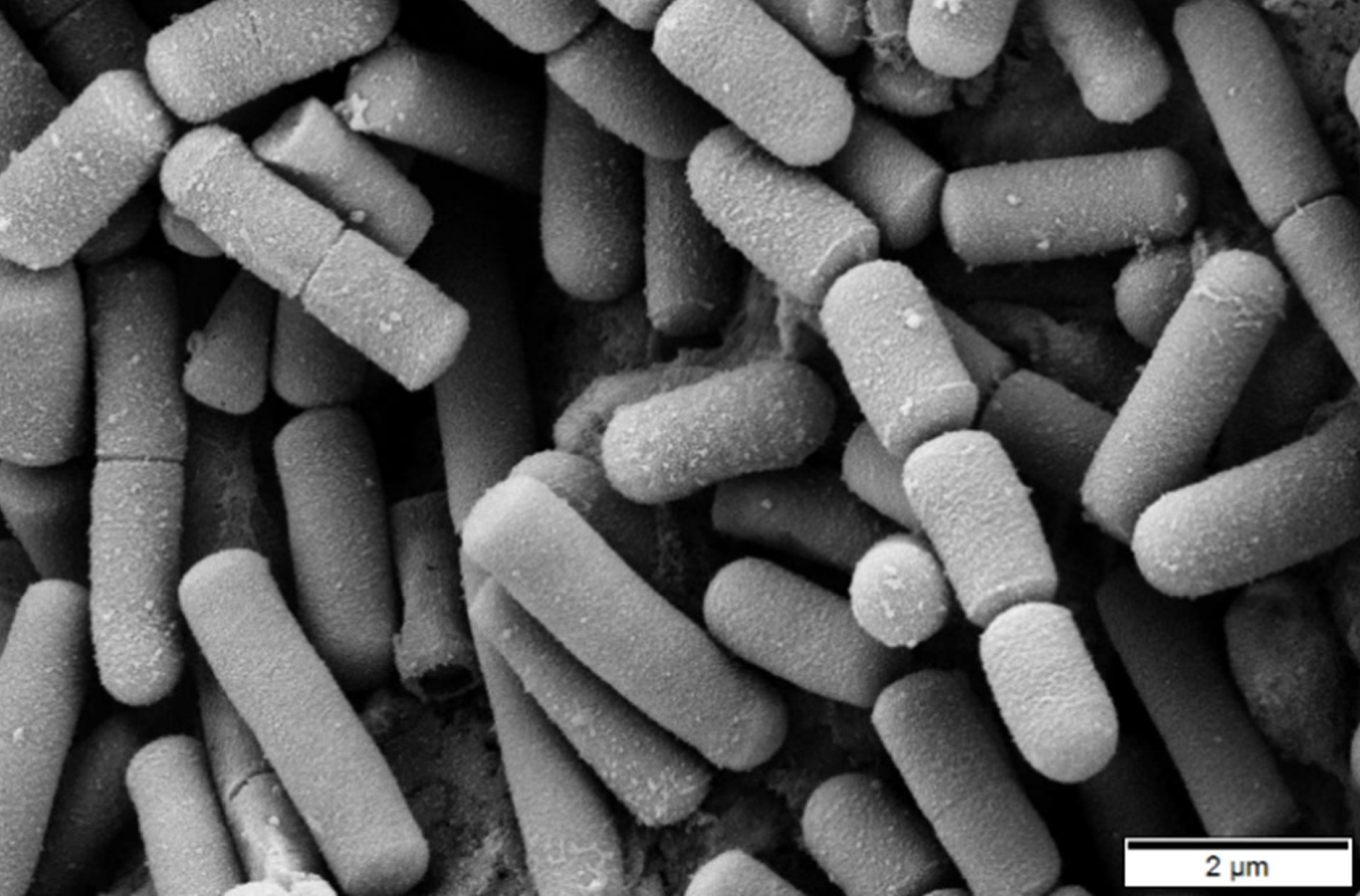
Fotografie cu microscop electronic a celulelor B. cereus

Bacillus cereus este o bacterie facultativ anaerobă, mobilă, gram-pozitivă, în formă de bastonaș, din genul Bacillus, care formează spori.
Apare în mod natural în soluri, la o concentrație de până la un milion pe gram și, prin urmare, este una dintre cele mai comune bacterii cultivabile din sol. Specia formează, împreună cu alte specii (ca de ex. Bacillus anthracis, Bacillus thuringiensis și Bacillus cytotoxicus), grupul Bacillus cereus, cu un genom comun de aproximativ 3100 de gene. Din punct de vedere istoric, speciile sunt deosebite prin bolile declanșate de ele. Ele se deosebesc în 400 până la 800 de gene individuale. 

## Proprietăți
Bacillus cereus crește la temperaturi între 4 °C și 55 °C (majoritatea între 10 °C și 50 °C), cu un optim de 28-35 °C. 
Bacillus cereus este sensibil la pH scăzut. Interval pH: minim 4,8; Optim 6,5-7,5; Maxim 9,3.
Sporii nu sunt sensibili la căldură, iar pasteurizarea nu îi ucide.
80 % din acizii grași a bacteriei sunt ramificate. 

## Importanța pentru oameni
Bacillus cereus este o bacterie responsabilă pentru intoxicații alimentare, care apare mai ales în orez. Sporii de Bacillus cereus, care se găsesc în orezul crud, supraviețuiesc la gătit și se înmulțesc, când orezul este menținut la temperaturi sub 65 °C. Menținând orezul cald peste această temperatură, se previne înmulțirea bacteriilor, un fapt de care profită aragazele de orez cu funcția lor de încălzire. Bacteriile pot ajunge și în alte alimente (condimente, ciuperci uscate, lapte) prin praf și particule de sol.
Bacillus cereus formează două toxine responsabile pentru intoxicația alimentară, în general cand numărul de bacterii depășește 100.000 pe gram de hrană, deși există și cazuri cunoscute de otrăvire în care concentrația a fost cu mult sub 6.000/g. 
Se face distincția între două tipuri diferite de toxină.
- Toxina emetică, cereulida: Ingestia alimentelor care conțin toxina emetică duce la greață și vărsături după 0,5 până la 6 ore, mai rar la crampe abdominale și diaree. Toxina este rezistentă la căldură și acid.

- Toxina diareei provoacă diaree apoasă intre 8 si 16 ore după ingestie, care dispare după 12 până la 24 de ore. Toxina este sensibilă la căldură și acid.

Bacillus cereus duce la amărăciune și coagulare "dulce" (prin enzime care degradează proteinele și nu prin formarea de acid) în produsele lactate pasteurizate, nefermentate. Datorită schimbărilor de gust cauzate în acest caz de acest germen prin efectul lecitinazei, riscul de intoxicație nu este foarte mare. 

## Forme noi de antrax
B. cereus a fost identificat ca agent cauzal al bolilor asemănătoare antraxului la om încă din 2004. 
În 2016, soiul B. cereus biovar anthracis a fost identificat de Institutul Robert Koch ca fiind cauza bolilor și deceselor antraxului nou în Africa. Până atunci, diferite specii de mamifere erau afectate, pe lângă elefanți și capre, maimuțele mari (cimpanzeii și gorilele) sunt afectate în mod deosebit.  
În 2017 s-a constatat că această varietate de B. cereus are două plasmide (inele ADN) suplimentare în comparație cu forma obișnuită. Cele două plasmide conțin toate genele esențiale care fac din B. anthracis, agentul patogen clasic al antraxului, un pericol mortal. Între timp, bolile s-au găsit și la antilopele de pădure  și la porcupini. Până în prezent, nu au fost înregistrate boli la om și nu se știe dacă oamenii pot dezvolta și această formă de antrax. Cu toate acestea, se tem că agentul patogen ar putea decima sau chiar șterge populațiile locale ale cimpanzeului occidental (Pan troglodytes verus, o subspecie a cimpanzeului comun). 
Noua variantă de antrax a fost denumită antrax de pădure tropicală ('rainforest anthrax'). 

## Diagnostic
Grupul Bacillus cereus poate fi confirmat folosind spectrometria de masă MALDI-TOF. Genele nhe / hbl pot fi detectate prin reacție de polimerizare în lanț. Toxina cereulidă, stabilă la căldură și posibil încă prezentă după dezinfecție, poate fi detectată în alimente folosind cromatografia lichidă și spectrometria de masă.